# Рефсенджан
Рефсенджан (перс. رفسنجان‎) — город в Иране, в провинции Керман. Административный центр шахрестана Рефсенджан. Население по данным на 2012 год составляет 162 986 человек; по данным переписи 2006 года оно насчитывало 136 388 человек.
Крупный центр фисташковой промышленности. Кроме того, развита медная промышленность и кустарное производство ковров.

## Известные уроженцы
- Али Акбар Хашеми Рафсанджани — Президент Ирана (1989—1997).